# Tsz Kan Chau
Tsz Kan Chau (kinesiska: 匙羹洲) är en ö i Hongkong (Kina). Den ligger i den västra delen av Hongkong.